# Bertiera thonneri
Bertiera thonneri är en måreväxtart som beskrevs av De Wild. och Théophile Alexis Durand. Bertiera thonneri ingår i släktet Bertiera och familjen måreväxter.
Artens utbredningsområde är Kongo-Kinshasa. Inga underarter finns listade i Catalogue of Life.